# Breitenhain (Neustadt an der Orla)

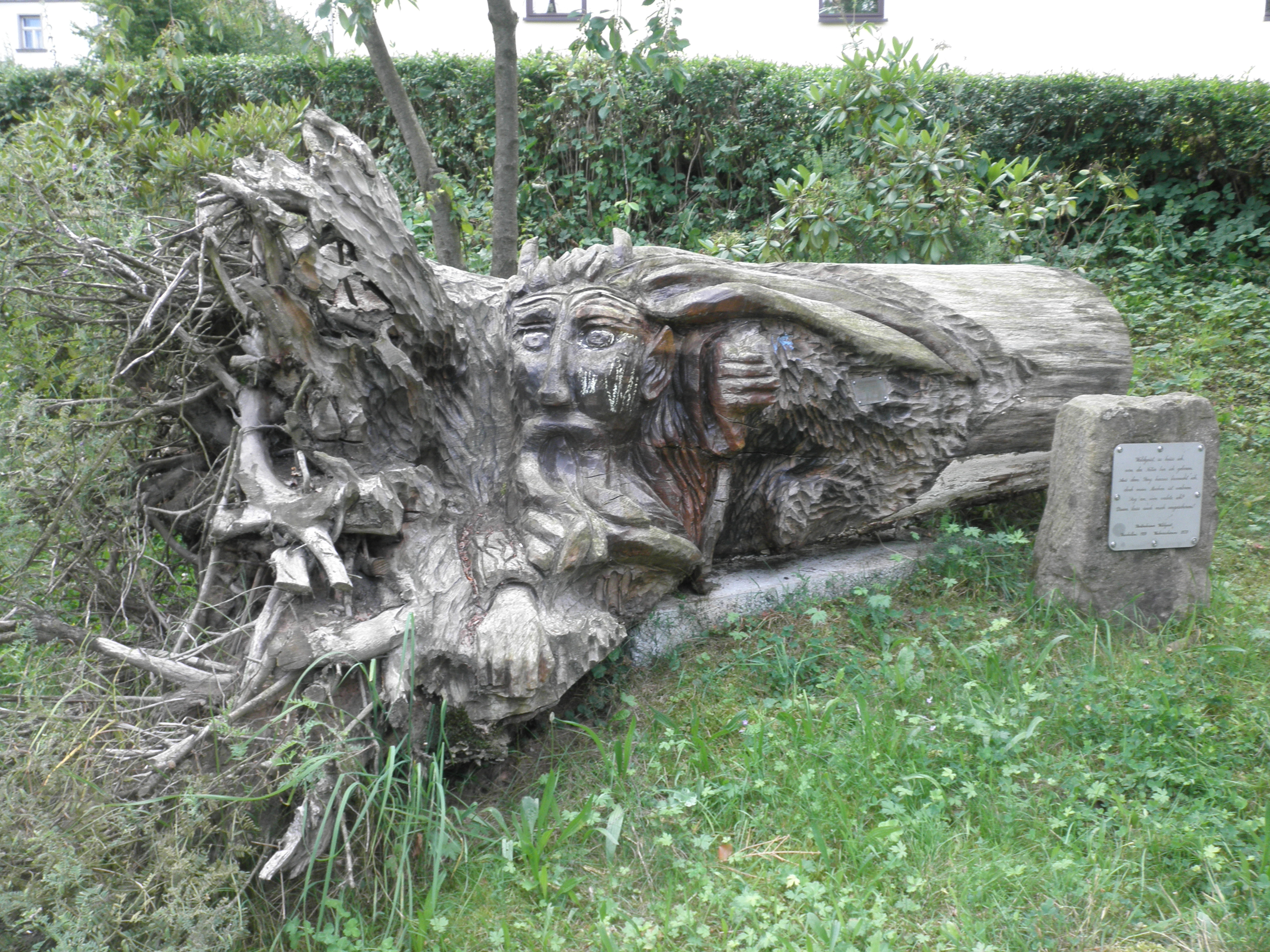
Waldgeist von Breitenhain

Breitenhain ist  eine Ortschaft im Ortsteil Breitenhain-Strößwitz der Stadt Neustadt an der Orla im Saale-Orla-Kreis in Thüringen.

## Lage
Die Umgebung von Breitenhain ist sehr waldreich und landwirtschaftlich geprägt. Südlich fällt das Gebiet steil zum Tal der Orla ab, nördlich zieht sich das Bergland mit durchschnittlichen Höhen von ca. 300 bis 350 m ü. NN zum Thüringer Holzland bei Stadtroda hin. Im 12 km entfernten Triptis besteht Anschluss an die Bundesautobahn 9 (Berlin – München).

## Geschichte
Breitenhain feierte im September 2009 sein 800-jähriges Bestehen. Allerdings wurde es erst 1350 in einem Lehnbuch genannt. Breitenhain ist als Straßendorf fränkischer Siedler angelegt worden, mit  typischen Vierseitenhöfen in Fachwerkbauweise. Neben der Landwirtschaft -unter nicht besonders günstigen Bedingungen- wurde Fischzucht in vielen angelegten Teichen betrieben. Eine Kirche gab es schon aus dem späten Mittelalter, die heutige stammt von 1746. Das Gut war ein Stammsitz derer von Minckwitz.
Am 1. Juli 1950 wurde die bis dahin eigenständige Gemeinde Strößwitz eingegliedert.
Der Ort hat viele Fachwerkbauten aufzuweisen und ist frei von jeglichen Industrieansiedlungen, die Umgebung blieb von gravierenden Eingriffen in die Natur verschont. 1990 hatten sich die Gemeindeverwaltung, der Heimatverein und die Agrargenossenschaft gemeinsam mit dem Nachbarort Stanau entschlossen, das Gebiet zur beispielhaften Ökoregion Breitenhain entstehen zu lassen. Das Ziel des Gesamtkonzepts war die Einheit von naturgemäßer Lebensführung und umweltverträglicher Entwicklung. Für das Engagement in diesem Projekt konnte Breitenhain 1996 einen Preis erringen, der durch die Deutsche Bundesstiftung Umwelt und das Deutsche Institut für Urbanistik überreicht wurde.
Am 16. Juni 1995 wurde Neustadt an der Orla die erfüllende Gemeinde von Breitenhain. Am 1. Dezember 2010 wurde Breitenhain zusammen mit dem Ortsteil Strößwitz als neu geschaffener Ortsteil Breitenhain-Strößwitz nach Neustadt an der Orla eingemeindet.

## Sehenswürdigkeiten
- Dorfkirche Breitenhain

## Einwohnerentwicklung
Entwicklung der Einwohnerzahl einschließlich des Ortsteils Strößwitz (Stand jeweils 31. Dezember):
| - 1994: 148 - 1995: 152 - 1996: 160 - 1997: 171 | - 1998: 177 - 1999: 174 - 2000: 170 - 2001: 167 | - 2002: 172 - 2003: 167 - 2004: 164 - 2005: 169 | - 2006: 166 - 2007: 167 - 2008: 155 - 2009: 151 |

Datenquelle: Thüringer Landesamt für Statistik